# Gregory Helms
Gregory Shane Helms (Smithfield, Carolina del Norte; 12 de julio de 1974) es un luchador profesional estadounidense retirado. Actualmente esta firmado con WWE como productor detrás del escenario. Es conocido por su trabajo desde 2001 hasta 2010 en la empresa WWE bajo los nombres de The Hurricane, Gregory Helms y Hurricane Helms.
Dentro de sus logros destacan sus tres reinados como Campeón Peso Crucero (uno de ellos el más largo de la historia) y sus dos reinados como Campeón Mundial en Parejas.

## Carrera

### Inicios
A los 13 años, asistió a un evento de lucha libre profesional, donde se le dio la oportunidad de ingresar a jugar al ring. Esa experiencia lo motivó a comenzar a entrenar, para luego ingresar a una escuela de lucha libre profesional, a la cual asistía diariamente después de la escuela. En solo dos semanas, ya había logrado aplicar las llaves de sus luchadores favoritos, junto con aprender algunas nuevas por parte de sus entrenadores.
Si bien debutó a los 17 años de edad, ganando el Campeonato de CWA, no continuó luchando hasta hacer su debut oficial en 1991, frente a "Playboy" TC Cruise.
Más tarde, formó un equipo con Mike Maverick, fundando un equipo llamado "Assault & Battery", el cual luego pasó a llamarse "The Serial Thrillaz". Siguieron formando equipo hasta que National Wrestling Alliance (NWA) contactó a Helms, para unirse a su plantel. La disolución del dúo fue debido a que a Maverick no le ofrecieron contrato.
Durante este periodo, trabajó para varias empresas independientes, como la Organization of Modern Extreme Grappling Arts (OMEGA), donde fue entrenado por sus amigos Matt y Jeff Hardy.
Se unió a Shannon Moore, Joey Matthews y Christian York, formando el equipo "The Bad Street Boys". The Bad Street Boys adquirieron gran popularidad dentro de NWA, por lo que algunos oficiales de World Championship Wrestling (WCW) decidieron invitar a los cuatro miembros a probarse en la compañía. A pesar de que todos aceptaron la invitación, sólo Moore y Helms obtuvieron contratos con en WCW.

### World Championship Wrestling (2000-2001)
Helms y su amigo Shannon Moore firmaron con World Championship Wrestling (WCW) en 2000.
En WCW, la primera aparición de Helms fue en el equipo de 3 Count con Moore y Evan Karagias. En SuperBrawl 2000, 3 Count derrotó al equipo de Norman Smiley en una lucha en desventaja. Luego ganó junto a 3 Count el Campeonato Hardcore de WCW, el cual perdió frente a Brian Knobbs en el evento Uncensored. En New Blood Rising, Helms y su equipo lograron una victoria frente a The Jung Dragons.
Luego, en Fall Brawl, 3 Count fue derrotado por Misfits In Action, después de que Helms recibió el conteo de 3. Helms y Shanon Moore representaron a 3 Count en el evento Mayhem, donde derrotaron a Kaz Hayashi y Yun Yang, luego de que Helms cubriera a Yang. Moore y Helms nuevamente consiguieron una victoria, esta vez en Starrcade 2000, por lo que ambos se convirtieron en retadores al Campeonato Crucero de WCW. Helms hizo efectiva su oportunidad en Sin, pero no logró derrotar al campeón Chavo Guerrero, Jr..
Helms abandonó al grupo 3 Count y comenzó a ser llamado "Sugar" Shane Helms, logrando ganar un combate en SuperBrawl Revenge, derrotando a Shannon Moore, Kaz Hayashi, Yun Yang, Jamie Knoble y Evan Karagias. Como resultado de ganar, se enfrentó nuevamente a Chavo por el Campeonato Peso Crucero de WCW en Greed, lucha que ganó Helms, junto con el campeonato. Mantuvo el campeonato hasta que WCW fue comprada por WWE, y por contrato pasó a formar parte de WWE.

### World Wrestling Federation/ Entertainment (2001-2010)

#### 2001-2004
Hizo su debut en WWF el 5 de julio en SmackDown!, bajo el nombre de Gregory Helms, como miembro de "The Alliance" y perdiendo su Campeonato Peso Crucero frente a Billy Kidman. A fines de julio de 2001, Helms cambió nuevamente su nombre, a Hurricane Helms, luchando habitualmente en HEAT. 
El 27 de agosto de 2001, Helms se unió a Ivory y además, esa noche el personaje de "The Hurricane" nació, utilizando un traje de superhéroe. Ganó el Campeonato Europeo derrotando a Matt Hardy, pero lo perdió frente a Bradshaw el 22 de octubre de 2001. Helms y Lance Storm fueron derrotados por "The Hardy Boyz", en un combate por el Campeonato en Parejas de WCW en No Mercy.
Durante 2002, The Hurricane adquirió los servicios de Mighty Molly, pero fue traicionado por ella después de ganar el Campeonato Hardcore en WrestleMania X8. Durante ese evento, Molly golpeó a The Hurricane con una sartén, quitándole el campeonato que acababa de ganar.

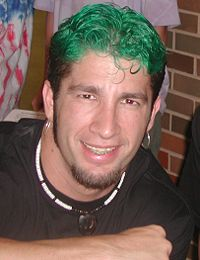
Helms en una firma de autógrafos en junio de 2002

Helms fue transferido a SmackDown! tras la extensión de marcas, donde ganó el Campeonato Peso Crucero derrotando a Tajiri y Billy Kidman, pero luego en King of the Ring fue derrotado por Jamie Noble, perdiendo el campeonato. En 2002, fue transferido a la marca RAW, donde ganó el Campeonato Mundial en Parejas junto con Kane, con quien formó una alianza durante un mes, denominada "Hurri-Kane".
Durante 2003, The Hurricane mantuvo un feudo con The Rock, el cual finalizó con un combate que ganó Hurricane, gracias a una distracción por parte de Steve Austin. Durante ese tiempo, Helms adoptó la "Chokeslam" de su compañero Kane, comenzando a utilizarla como movimiento final. Además, al utilizarla, Helms demostraba su "poder de superhéroe". El movimiento "Chokeslam" es utilizado frecuentemente por luchadores de gran poder y estatura, por esto, Hurricane, intentaba mostrar su "superfuerza" (kayfabe) al aplicar este movimiento a un luchador, preferentemente de mayor estatura y peso que él.
A fines de 2003, Hurricane "descubrió" el potencial de Rosey como superhéroe, adoptándolo como un "Superhéroe en entrenamiento". El 19 de julio de 2004 en RAW, Rosey apareció con una nueva ropa, indicando que ya había superado su entrenamiento. Durante el resto de 2004, The Hurricane y Rosey participaron en combates por parejas, adquiriendo gran popularidad por parte del público.

#### 2005
The Hurricane y su compañero Rosey derrotaron a Rob Conway y Sylvain Grenier en New Year's Revolution, por lo que ambos lograron ingresar al Royal Rumble Match de ese año. Además, en WrestleMania 21, Helms perdió su combate.
En Backlash, Hurricane y Rosey derrotaron a "La Résistance", ganando el Campeonato Mundial en Parejas. Después de esa victoria, Stacy Keibler se unió a su equipo, haciéndose llamar Super Stacy. Defendieron exitosamente el campeonato en Vengeance, pero en el mes de septiembre fueron derrotados por Lance Cade y Trevor Murdoch, en el evento Unforgiven, perdiendo el Campeonato Mundial en Parejas. Junto con el campeonato, también perdieron a Super Stacy, quien se fue a la marca SmackDown!.

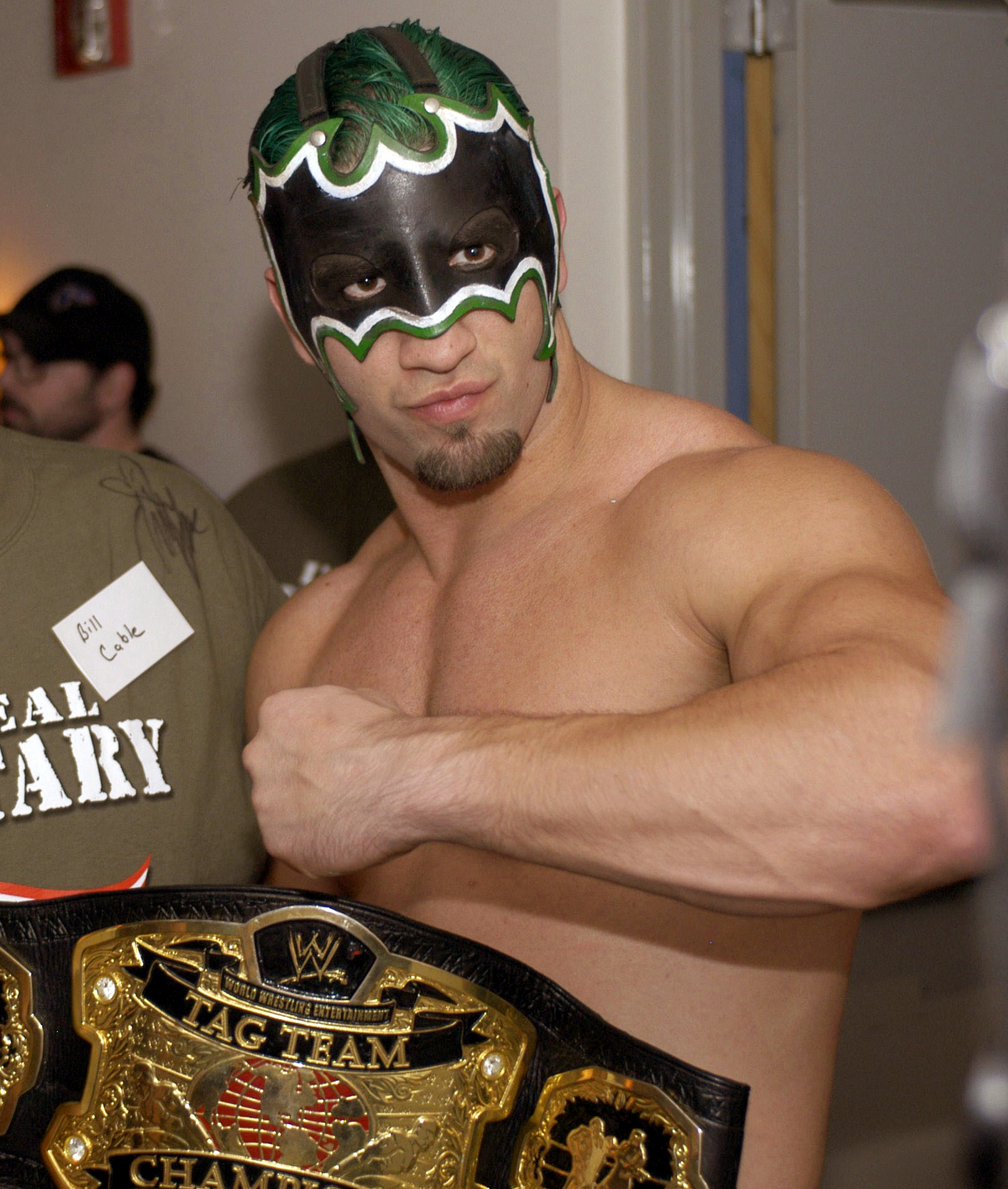
The Hurricane como Campeón Mundial en Parejas de WWE.

La pérdida del campeonato fue también el fin del equipo, ya que, durante las siguientes semanas, el dúo cayó en una racha de derrotas, muchas causadas por las lesiones (kayfabe) de Hurricane. El 17 de octubre en RAW, The Hurricane fue atacado por Kurt Angle, a petición de Vince McMahon. Tras ser atacado, Hurricane se quitó la máscara y golpeó a Rosey por no acudir a ayudarlo. La semana siguiente, no participó en el combate por el Campeonato Mundial en Parejas, dejando a Rosey solo. Durante el combate, The Hurricane (sin traje) apareció cerca del ring, volviendo a usar su nombre real, Gregory Helms, haciendo su cambio a heel, observando cómo Rosey fue derrotado. Después de la lucha, en una entrevista, dijo: "estoy cansado que hacer reír al público y enfermo de cargar a Rosey como compañero".
El 7 de noviembre en RAW, Helms y Rosey se enfrentaron en un combate, el cual fue el último de Rosey en WWE. Helms ganó el combate, después de aplicar una "Shining Wizard". Después de ese combate, Helms comenzó a pelear en el show hermano de RAW, HEAT, en donde hizo comentarios atacando al comentarista Jerry "The King" Lawler.

#### 2006
En el evento New Year's Revolution, Helms fue derrotado por Jerry "The King" Lawler. Luego, en el Royal Rumble, logró coronarse Campeón Peso Crucero, al derrotar a Kid Kash, Funaki, Paul London, Jamie Noble y Nunzio. Debido a esta victoria, fue transferido de RAW a SmackDown!.

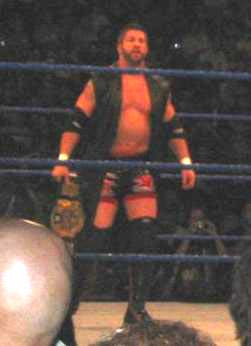
Helms como Campeón Crucero de WWE.

Helms defendido su título exitosamente en No Way Out, donde derrotó a Brian Kendrick, Kid Kash, Funaki, Paul London, Nunzio, Psicosis, Scotty 2 Hotty y Super Crazy.
Helms se autoproclamó como el mejor de los cruceros, por lo que Theodore Long le obligó a defender el campeonato cada semana en SmackDown!. Su primera defensa fue frente a Super Crazy, en el evento Jugment Day, donde salió victorioso utilizando las cuerdas para ayudarse. En el siguiente programa de SmackDown!, defendió el título frente a Psicosis, al cual también derrotó utilizando las cuerdas.
El 10 de marzo en SmackDown!, Theodore Long le dijo a Helms que no era necesario que defendiera el campeonato debido a una lesión que sufrió en su nariz. Sin embargo, Long le obligó a luchar frente al Campeón de los Estados Unidos Chris Benoit. Durante la lucha, Helms intentó escapar del ring, pero fue bloqueado por cuatro luchadores peso crucero, quienes lo enviaron de vuelta al ring. Benoit aplicó la "Crippler Crossface" a Helms, obligándolo a rendirse y ganando la lucha.
Fue sometido a una exitosa cirugía para corregir su nariz rota, por lo que no tuvo que defender su campeonato durante 30 días. A su regreso, tuvo varios combates en donde fue derrotado, incluyendo unos frente a Rey Mysterio, The Undertaker y Bobby Lashley. En Great American Bash, Helms derrotó a Matt Hardy, pero fue derrotado por él en No Mercy. La rivalidad entre Hardy y Helms tuvo su punto cúspide en Survivor Series, donde el equipo de Hardy derrotó al equipo de Helms.
Helms volvió a defender su Campeonato Peso Crucero en Armageddon, donde derrotó a Jimmy Wang Yang. En ese momento, Helms ya se había convertido en el campeón Peso Crucero de reinado más largo en la historia.

#### 2007-2010
Helms ingresó al Royal Rumble, pero fue eliminado por Booker T. Mantuvo el Campeonato Crucero hasta No Way Out, donde fue derrotado por Chavo Guerrero, en esa lucha también participaron Funaki, Scotty 2 Hotty, Daivari, Shannon Moore, Jamie Noble y Jimmy Wang Yang. Irónicamente, Chavo y Helms formaron equipo para enfrentarse a Carlito y Ric Flair en WrestleMania 23, donde fueron derrotados.
Después de WrestleMania 23, sufrió una grave lesión, se ropió dos vértebras del cuello, esto le obligó a ser sometido a una cirugía el 21 de mayo de 2007. Además, su tiempo de recuperación fue estimado en 12 o 13 meses.
En la edición del 19 de septiembre de 2008 en SmackDown!, Helms hizo apareció en unos vídeos anunciando su regreso, refiriéndose a él mismo como "Hurricane Helms". Desde entonces, cada semana se emitían una serie de vídeos donde se burlaba de superestrellas heels. Finalmente, en la edición del 5 de diciembre hizo su regreso al ring, como face, derrotando a MVP y el 26 de diciembre peleó contra Shelton Benjamin por el Campeonato de los Estados Unidos, perdiendo el combate.
El 15 de abril de 2009, fue enviado a la marca ECW debido al draft, donde regresó con su personaje de "The Hurricane", en la edición del 11 de agosto de 2009. A pesar del regreso del personaje, Helms se mantuvo como entrevistador bajo el nombre de "Gregory Helms", negando tener alguna relación con "The Hurricane". Mientras tanto, entró en un feudo con Paul Burchill, al que atacó con el Hurri-cane. Tras esto, Paul Burchill retó a un combate a "The Hurricane" en el que si perdía debería desenmascararse, y si lo hacía Burchill abandonaría ECW para siempre. Finalmente "The Hurricane" ganó el combate. Sin embargo, el 26 de febrero de 2010, fue despedido de WWE.

### Circuito independiente (2010-2015)

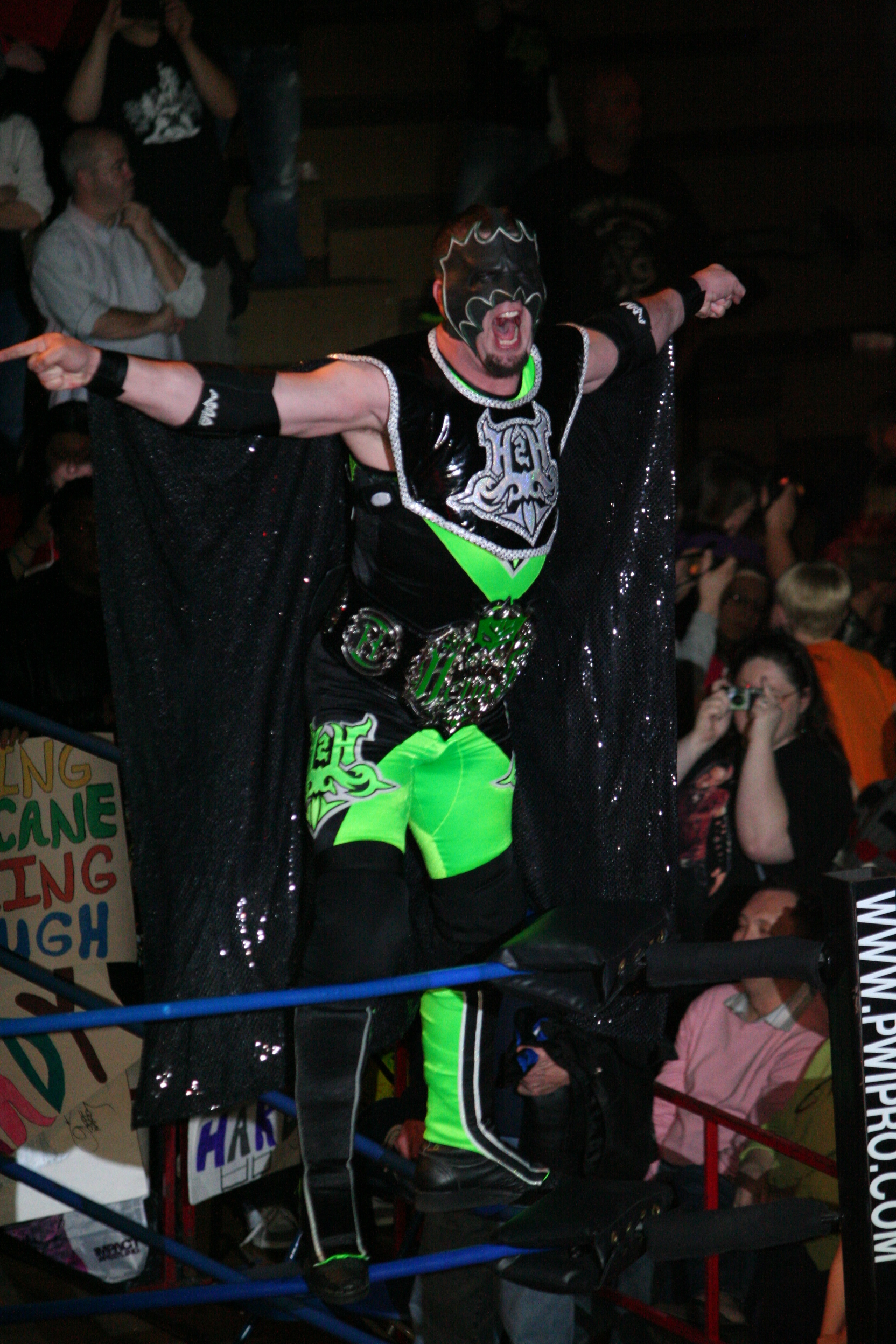
Helms posando en el tensor como The Hurricane en enero de 2012

Después de su salida de WWE, Helms realizó apariciones en World Wrestling Alliance, haciendo equipo con Anthony Prime Time y Simon Dean. El 23 de octubre de 2010, hizo su debut en la Jersey All Pro Wrestling bajo el gimmick de Hurricane, derrotando a Azrieal. El 10 de enero de 2011, firmó un contrato con la empresa Lucha Libre USA. Su debut fue el 22 de enero, derrotando al Campeón de Lucha Libre USA Lizmark, Jr. por descalificación. El 29 de enero debutó en Pro Wrestling Guerrilla (PWG) en WrestleReunion 5, siendo derrotado por Joey Ryan. También apareció la noche siguiente en el mismo evento en una 20-Man Legends Battle Royal, donde eliminó a Cruel Connection, pero fue eliminado por Shane Douglas y Terry Funk. En abril de 2011, luchó en la Carolina Wrestling Federation (Mid-Atlantic), derrotando a Ric Converse y ganando el vacante Campeonato Internacional Peso Pesado de PWI. En 2013, Helms regresó a la revivida OMEGA, ahora llamada OMEGA Championship Wrestling, y el 12 de octubre derrotó a Shane Williams para avanzar en un torneo por el Campeonato OMEGA. El 16 de noviembre de 2013, Helms fue derrotado por Chris Hero en un evento de Pro Wrestling Syndicate.

### Impact Wrestling (2015-2017)
En marzo de 2015, Helms recibió una prueba en Impact Wrestling como un agente y comenzó a trabajar para la compañía con ese cargo. [87] En Bound for Glory, Helms hizo su debut bajo su nombre real, para felicitar a Tigre Uno por su victoria por el Campeonato de la División X. El 2 de febrero en Impact Wrestling, Helms apareció asistiendo a Trevor Lee en su lucha con Tigre Uno. Posteriormente, asistió a Andrew Everett, formando así The Helms Dinasty, cambiando a heel. En el episodio del 15 de diciembre de Impact Wrestling apodado " Total Nonstop Deletion ", Helms fue arrojado al "Lago de la Reencarnación" y emergió como su alter ego de 3 Count "Sugar" Shane Helms, y después de insultar los movimientos de baile de Lee y Everett, fue una vez más golpeado en el lago por sus compañeros de equipo Helms emergería más tarde del lago como el Huracán, donde iría a ayudar Matt Hardy al derrotar a Lee y Everett. El 19 de junio, Helms anunció su salida de Impact Wrestling.

### Regreso a WWE (2018-presente)
Helms regresó en el evento Royal Rumble como uno de los invitados clásicos a la batalla real, en su gimmick de The Hurricane, siendo eliminado por John Cena. Un año después, el 28 de enero de 2019 se anunció que regresaría a WWE en un papel de productor detrás del escenario. En 2019 hizo una aparición con su personaje de Hurrican en la San Diego Comicon intentando cubrir a R-Truth para conseguir el Campeonato 24/7 mientras este estaba siendo entrevistado, y salió con su frase "Whatsupp". Después hizo presencia durante la lucha de Rey Mysterio contra Sami Zayn en WWE Raw Reunion, para que Zayn no pueda escapar, después de la lucha celebró junto a Mysterio, Rob Van Dam, Kurt Angle & Sgt. Slaughter. El 15 de abril de 2020 fue liberado de su contrato como productor de WWE, pero regresó a la promoción el 22 de noviembre. Helms, como The Hurricane, regresó en el evento Royal Rumble 2021 en el combate homónimo. Entró al partido en el #23 y fue eliminado por Big E y Bobby Lashley.

### Ring of Honor (2018-2019)
En junio de 2018, se anunció que Helms firmó con Ring of Honor. Trabajó como luchador y productor, incluida una disputa contra Marty Scurll. Hurricane Helms a través de su cuenta de Twitter declaró que su pelea programada en CHIKARA podría ser el último partido de su carrera. El 27 de abril de 2019 en CHIKARA Fright Knight, The Hurricane con Razerhawk, Fire Ant y Solo Darling derrotaron Cajun Crawdad, Callux The Castigator, El Hijo del Ice Cream y Rory Gulak. Después del combate, anunció su retiro de la lucha libre profesional poniendo fin a su carrera.

### All Elite Wrestling (2020)
Shane Helms como él mismo y el personaje de The Hurricane hicieron su debut en All Elite Wrestling el 7 de noviembre de 2020 durante el combate Elite Deletion en un esfuerzo de ayuda para Matt Hardy.

## En lucha
- Movimientos finales

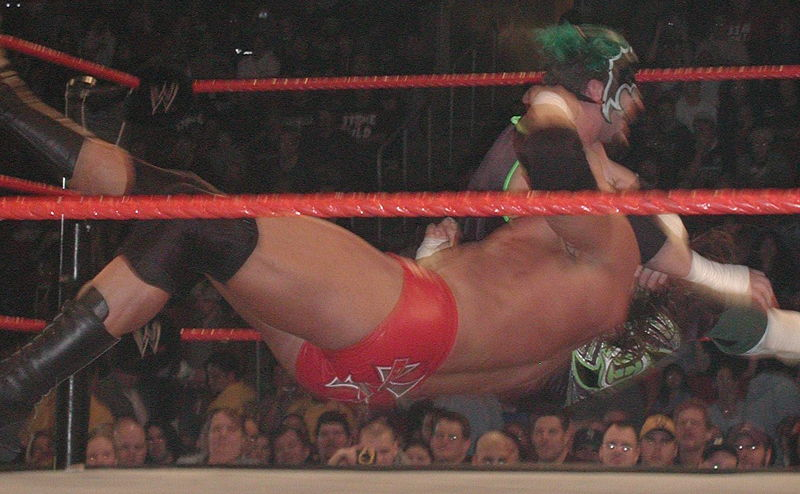
Helms, como The Hurricane, haciendo su Eye of the Hurricane a Triple H.

  - Eye of the Hurricane / Nightmare on Helms Street[1] (High-speed spinning headlock elbow drop) - 2002-presente
  - Hurrichokeslam / Thumbs Up Chokeslam[1] (Chokeslam) - 2002-2003; aún usado esporádicamente
  - Vertebreaker[1] (Back to back double underhook piledriver) - 2000-2002
  - Single knee facebreaker[56] - 2007-presente
  - Shining wizard[1][2] - 2005-presente

- Movimientos de firma
  - TopSpin Facebuster[1] (Spinning fireman's carry facebreaker knee smash)
  - The Shoulder Wrecker[1] (Inverted facelock shoulderbreaker)
  - Hurrikick[1] / Sugarsmack[1] (Superkick) - 2000-2002
  - X-Plex[1] (Straight jacket suplex) - 2000-2001
  - Overcast[1] (Diving neckbreaker)[1]
  - Crossface Halo[1] (Straight jacket sitout rear mat slam)[1]
  - Dropkick, a veces desde una posición elevada
  - Diving crossbody[1]
  - Frog crossbody[1]
  - Step-up running knee strike[1]
  - Reverse double underhook mat slam[1]
  - Super swinging neckbreaker[1]
  - Scoop slam
  - Hammerlock legsweep[1]
  - Tilt-a-whirl headscissors takedown
  - Gutwrench backbreaker
  - Swinging side backbreaker
  - Falling neckbreaker
  - Lou Thesz press con punching combination
  - Tornado DDT
  - Corkscrew neckbreaker, a veces desde una posición elevada[1]
  - Running enzuigiri a un oponente arrodillado[1]
  - Roundhouse kick
  - Over the top rope suicide senton[1]
  - Somersault plancha[1]
  - Super hurricanrana[1]
  - Eye poke[1]

- Mánagers
  - Ivory
  - "Mighty" Molly
  - Super Stacy
  - Mike Maverick[57]

- Apodos
  - "The Show"[1][4]
  - "Sugar"[1][4]
  - "Suicide Bomb"[4]
  - "I.B.M. - Insane Bump Machine"[4]
  - "The Serial Thriller"[4]
  - "Supernatural"[58]

## Campeonatos y logros
- Carolina Championship Wrestling

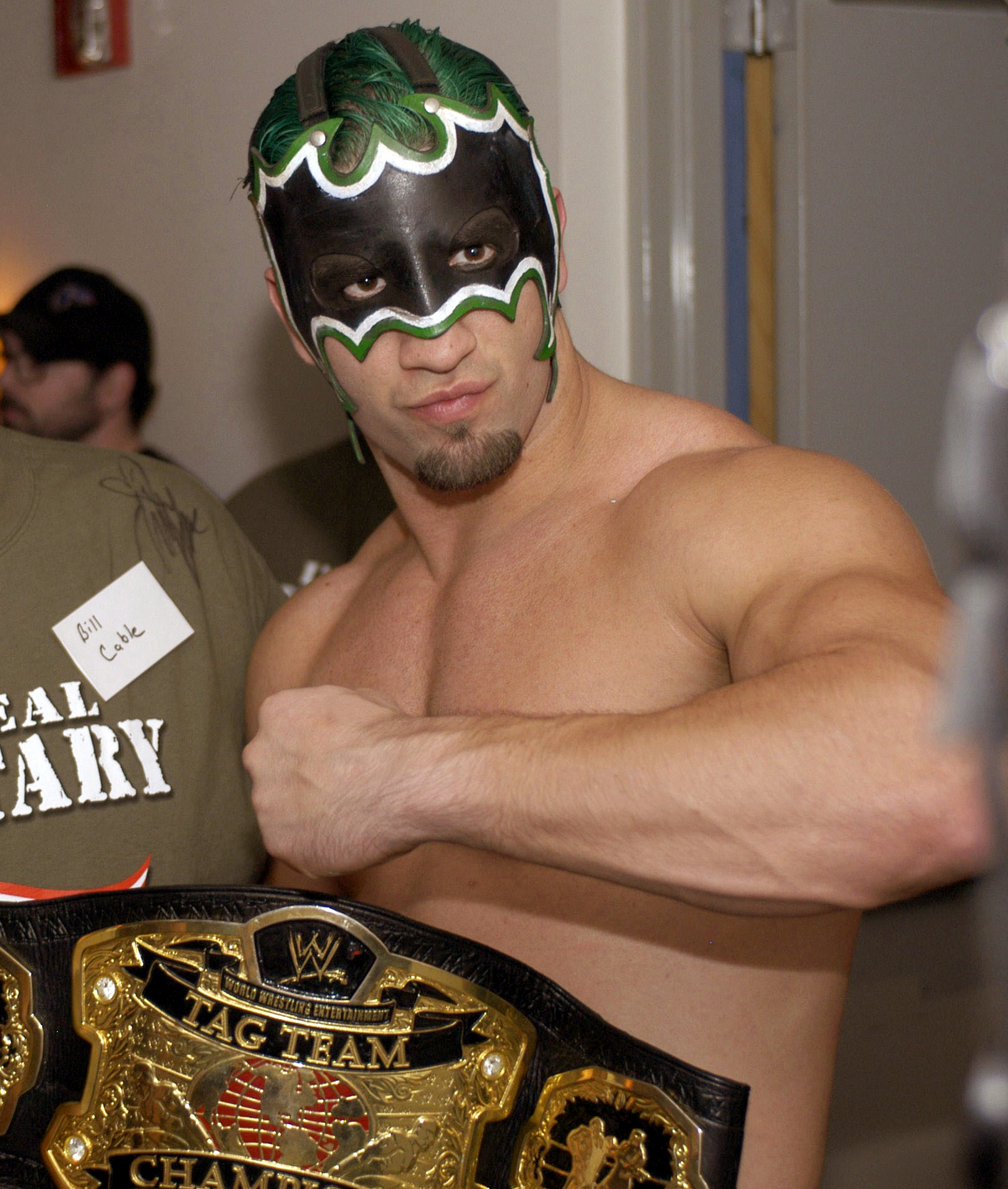
Helms como Campeón Mundial en Parejas.

  - CCW Light Heavyweight Championship (2 veces)[1]

- Carolina Championship Wrestling Alliance
  - CCWA Light Heavyweight Championship (2 veces)[1]

- Exodus Wrestling Alliance
  - EWA Cruiserweight Championship (1 vez)[1]

- NWA Wildside
  - NWA Wildside Tag Team Championship (1 vez) - con Shannon Moore[1]

- New Dimension Wrestling
  - NDW Light Heavyweight Championship (1 vez)[1]
  - NDW Tag Team Championship (1 vez)[1] - con Mike Maverick

- Organization of Modern Extreme Grappling Arts
  - OMEGA Tag Team Championship (2 veces)[1] - con Mike Maverick

- Pro Wrestling International
  - PWI International Heavyweight Champion (2 veces)[55]

- Southeast Championship Wrestling
  - SCW Heavyweight Championship (1 vez)[1]
  - SCW Tag Team Championship (1 vez)[1] - con Mike Maverick

- South Eastern Wrestling Alliance
  - SEWA Light Heavyweight Championship (1 vez)[1]

- Southern Wrestling Alliance
  - SWA Light Heavyweight Championship (1 vez)[1]

- Texas Championship Wrestling
  - TCW Texas Tag Team Championship (1 vez)[1] - con Lenny Lane

- World Championship Wrestling
  - WCW World Cruiserweight Championship (1 vez)[59]
  - WCW Hardcore Championship (1 vez)[59] - con Evan Karagias & Shannon Moore

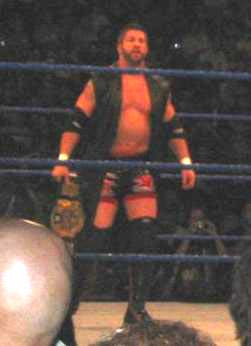
Helms como Campeón Peso Crucero del Mundo.

- World Wrestling Federation/Entertainment
  - WWE World Cruiserweight Championship (2 veces)[59]
  - World Tag Team Championship (WWE) (2 veces)[59] - con Kane (1) y Rosey (1)
  - WWF European Championship (1 vez)[59]
  - WWF Hardcore Championship (1 vez)[59]

- World Wrestling Organization
  - WWO Light Heavyweight Championship (1 vez)[1]

- Otros títulos
  - NAPW Light Heavyweight Championship (1 vez)[1]

- Pro Wrestling Illustrated
  - Situado en el N°234 en los PWI 500 en el 1999[60]
  - Situado en el N°144 en los PWI 500 en el 2000[61]
  - Situado en el N°31 en los PWI 500 en el 2001[62]
  - Situado en el N°26 en los PWI 500 en el 2002[63]
  - Situado en el N°21 en los PWI 500 en el 2003[64]
  - Situado en el N°58 en los PWI 500 en el 2004[65]
  - Situado en el N°75 en los PWI 500 en el 2005[66]
  - Situado en el N°153 en los PWI 500 en el 2006[67]
  - Situado en el N°44 en los PWI 500 en el 2007[68]
  - Situado en el Nº193 en los PWI 500 de 2009[69]
  - Situado en el Nº355 en los PWI 500 de 2010[70]

- Wrestling Observer Newsletter
  - WON Mejor personaje - 2001, Superhéroe